# Ayala Corporation
Ayala Corporation est une holding philippine basée à Makati, Metro Manila. Elle est l’une des plus anciennes et des plus importantes du pays. Le groupe développe ses activités dans des domaines divers tels que l’immobilier, les services bancaires, les télécommunications, la distribution d’eau, les énergies renouvelables, l’électronique et les technologies de l’information.

## Histoire
Le groupe Ayala naquit lorsque ses fondateurs, Domingo Roxas et Antonio de Ayala, s’associèrent afin de faire affaire dans les domaines de l’agriculture et du commerce à Manille. Ils donnèrent le nom de Casa Roxas à leur entreprise, qui rapidement prit de l'importance dans l’industrie locale. En 1834, ils décidèrent de se diversifier encore et d’ouvrir une distillerie, la Destileria y Licoreria de Ayala y Compañia, qui elle aussi grandit rapidement.
Leur premier investissement immobilier eut lieu en 1851 avec l’achat de l’hacienda Makati en banlieue de Manille. C’est à cet endroit qu’en 1920 Ayala construisit une première subdivision, suivie par d’autres dans les années 1930.
1851 marque aussi les débuts d'Ayala dans le domaine bancaire après que la première banque d’Asie du Sud-Est fut créée par décret royal et qu'Antonio de Ayala en fut nommé directeur. Un demi-siècle plus tard, cette même banque fut baptisée Bank of the Philippine Islands, établissement majeur aux Philippines de nos jours.
En 1910, le groupe Ayala et ses partenaires créèrent la première compagnie d’assurance-vie philippine, l'Insular Life Insurance Company, et en 1933 la Filipinas Life Assurance Company, connue aujourd’hui sous le nom de Ayala Life Insurance Inc.

## Filiales
Le groupe Ayala possède des filiales aux Philippines dans quatre secteurs économiques majeurs :
- La banque avec la Bank of the Philippine Islands (BPI)
- L'immobilier avec Ayalaland, dont font partie les centres commerciaux Ayala Malls
- Les télécommunications avec Globe Telecom
- L’énergie avec AC Energy